# Ruta 6 (Uruguay)
Die Ruta 6, benannt nach dem uruguayischen Politiker Joaquín Suárez, ist eine Nationalstraße in Uruguay.
Die 450 Kilometer lange Straße führt von Montevideo in nördliche Richtung bis nach Paso Hospital und zur wenige Kilometer dahinter liegenden Grenze zu Brasilien. Auf ihrem ersten, 80 Kilometer langen Teilstück bis  San Ramón ist sie als Red Primaria klassifiziert.

## Weblinks

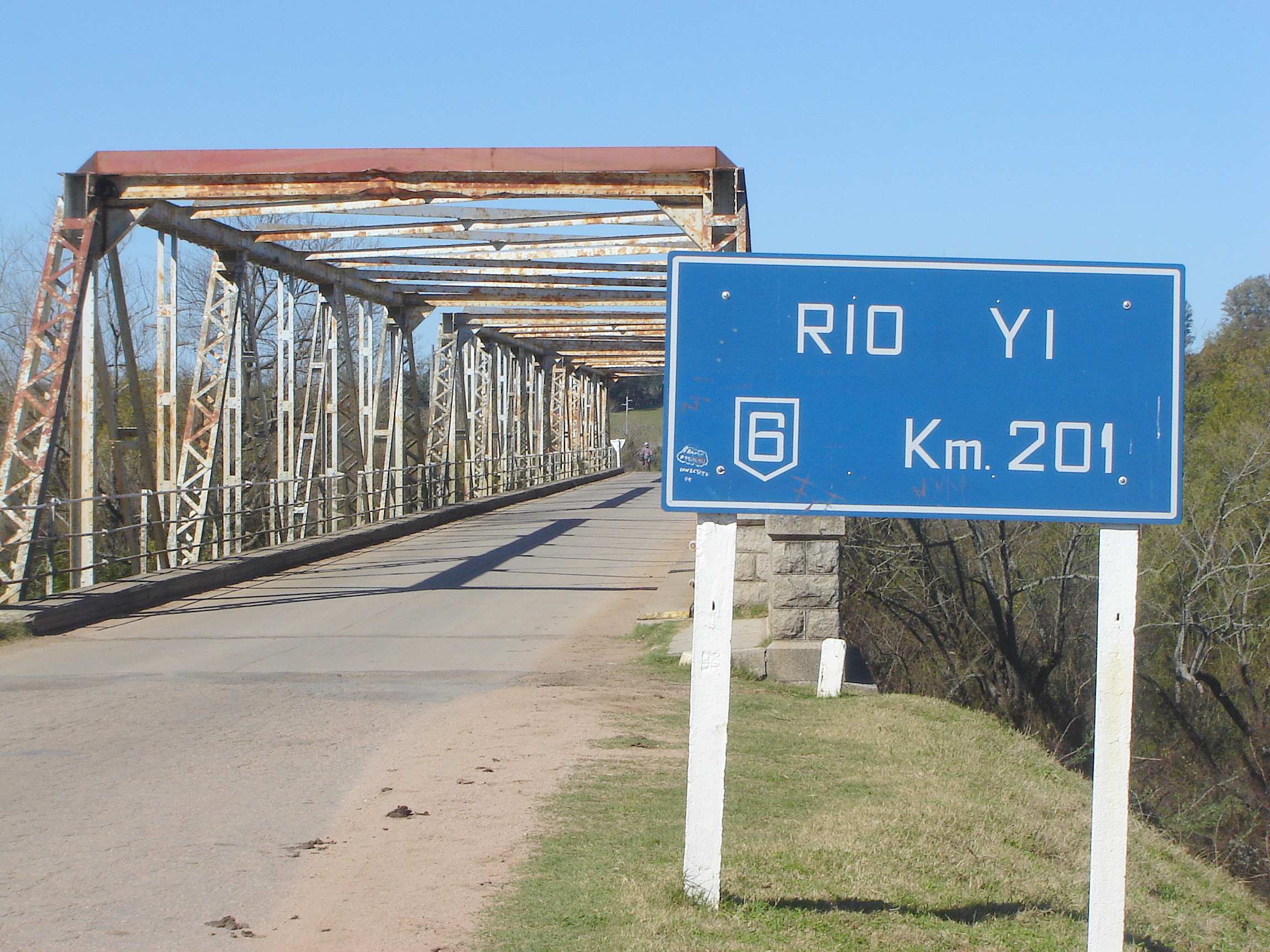
Brücke über den Río Yí bei Sarandí del Yí